# مایکل دویل (بازیکن فوتبال، زاده ۱۹۹۱)

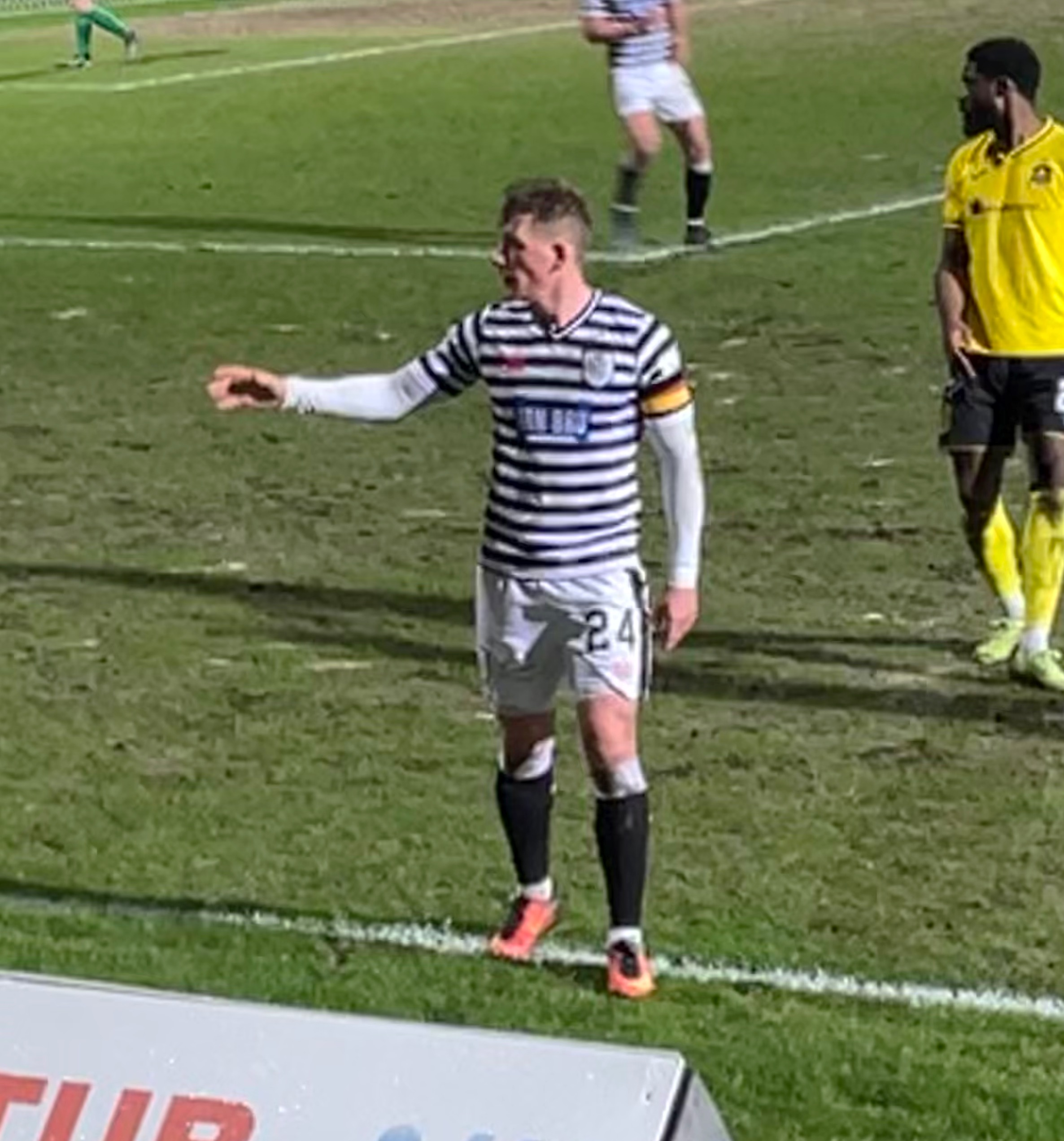
مایکل دویل

مایکل دویل (انگلیسی: Michael Doyle؛ زادهٔ ۱ اوت ۱۹۹۱) بازیکن فوتبال اهل بریتانیا است.
از باشگاه‌هایی که در آن بازی کرده‌است می‌توان به باشگاه فوتبال سلتیک و باشگاه فوتبال کیلمارنوک اشاره کرد.